# Moiano
Moiano est une commune italienne d'environ 4 070 habitants située dans la province de Bénévent, dans la région Campanie, dans le Sud de l'Italie.

## Administration
| Période                                  | Période | Identité | Étiquette | Qualité |
| ---------------------------------------- | ------- | -------- | --------- | ------- |
|                                          |         |          |           |         |
| Les données manquantes sont à compléter. |         |          |           |         |

### Hameaux
Tre Masserie, Luzzano

### Communes limitrophes
Airola, Arienzo, Bucciano, Forchia, Sant'Agata de' Goti, Tocco Caudio